# Crible (mathématiques)
Pour les articles homonymes, voir Crible.
En mathématiques, les cribles sont des techniques algorithmiques permettant d'approcher le cardinal de certains ensembles de nombres.
D'autre part, ils permettent de discriminer les nombres possédant certaines propriétés :
- nombres premiers
- carrés
- nombres parfaits
- nombres chanceux

Cela permet donc de déterminer la répartition de certaines classes de nombres dans {\displaystyle \mathbb {N} }
Parmi les cribles les plus célèbres, on peut citer :
- Le crible d'Ératosthène
- Le crible quadratique
- Le crible algébrique
- Le crible d'Atkin
- Le crible de Sundaram

D'autre part, la formule permettant de calculer le cardinal d'une union d'ensembles finis par le Principe d'inclusion-exclusion est parfois appelée Formule du crible de Poincaré.